# Антонюк Степан Васильович
Степан Васильович Антонюк (1919-1982) — радянський офіцер-артилерист, Герой Радянського Союзу (1945).

## Біографія
Народився в 1919 р. у с. Грушківці (колишня назва Голяки) Калинівського району. Українець. Працював рахівником, у колгоспі. Член КПРС із 1943 р.
У Радянській Армії з 1939 р. Учасник німецько-радянської війни з липня 1941 року. Воював на Південно-Західному, Західному, Воронезькому, і 1-му Українському фронтах.
За зразкове виконання бойових завдань командування на фронті боротьби з німецько-фашистськими загарбниками і виявлені при цьому відвагу і геройство Указом Президії Верховної Ради СРСР від 10 квітня 1945 року командирові батареї 917-го артилерійського Сандомирського полку 350-й стрілецької дивізії 24-го стрілецького корпуса 13-ї армії старшому лейтенантові Антонюку Степану Васильовичу присвоєно звання Героя Радянського Союзу.
Нагороджений орденом Леніна, орденами Червоного Прапора, Вітчизняної війни II ступеня, двома орденами Червоної Зірки, багатьма медалями. Вийшов у відставку в червні 1962 р. у званні підполковника. Помер у 1982 році. Похований у місті Калинівка.